# Limnos (gmina)
Limnos (gr. Δήμος Λήμνου, Dimos Limnu) – gmina w Grecji, w administracji zdecentralizowanej Wyspy Egejskie, w regionie Wyspy Egejskie Północne, w jednostce regionalnej Limnos. W jej skład wchodzi między innymi wyspa Limnos. Siedzibą gminy jest Mirina. W 2011 roku liczyła 16 992 mieszkańców. Powstała 1 stycznia 2011 roku w wyniku połączenia dotychczasowych gmin: Atsiki, Mudros, Mirina i Nea Kutali.